# Nialé (Burkina Faso)
Pour les articles homonymes, voir Nialé.
Nialé est une commune rurale située dans le département d'Orodara de la province de Kénédougou dans la région des Hauts-Bassins au Burkina Faso.

## Géographie
Nialé est située à 9 km au nord de Diéri et de la route nationale 8 et à 15 km au nord-ouest d'Orodara.

## Santé et éducation
Le centre de soins le plus proche de Nialé est le centre de santé et de promotion sociale (CSPS) de Diéri.